# Nertera villosa
Nertera villosa är en måreväxtart som beskrevs av B.H.Macmill. och R.Mason. Nertera villosa ingår i släktet Nertera och familjen måreväxter. Inga underarter finns listade i Catalogue of Life.